# 海涌路駅
海涌路駅（かいゆうろえき、中文表記: 海涌路站）は中華人民共和国広東省広州市番禺区にある広州地下鉄3号線の駅。2024年11月1日に3号線東延長区間の開通に伴い開業した。

## 歴史
- 2020年4月29日:「金光大道駅（仮称）」が着工される[2]。
- 2023年6月:駅名が海涌路駅と決定[3]。
- 2024年11月1日:開業[1]。

## 駅構造
島式ホーム1面2線を有する地下駅。コンコースは地下1階、ホームは地下2階。出口は2か所ある。
| 番線 | 路線    | 行先                           |
| ---- | ------- | ------------------------------ |
| 1    | ■ 3号線 | 海傍方面                       |
| 2    | ■ 3号線 | 機場北・天河バスターミナル方面 |

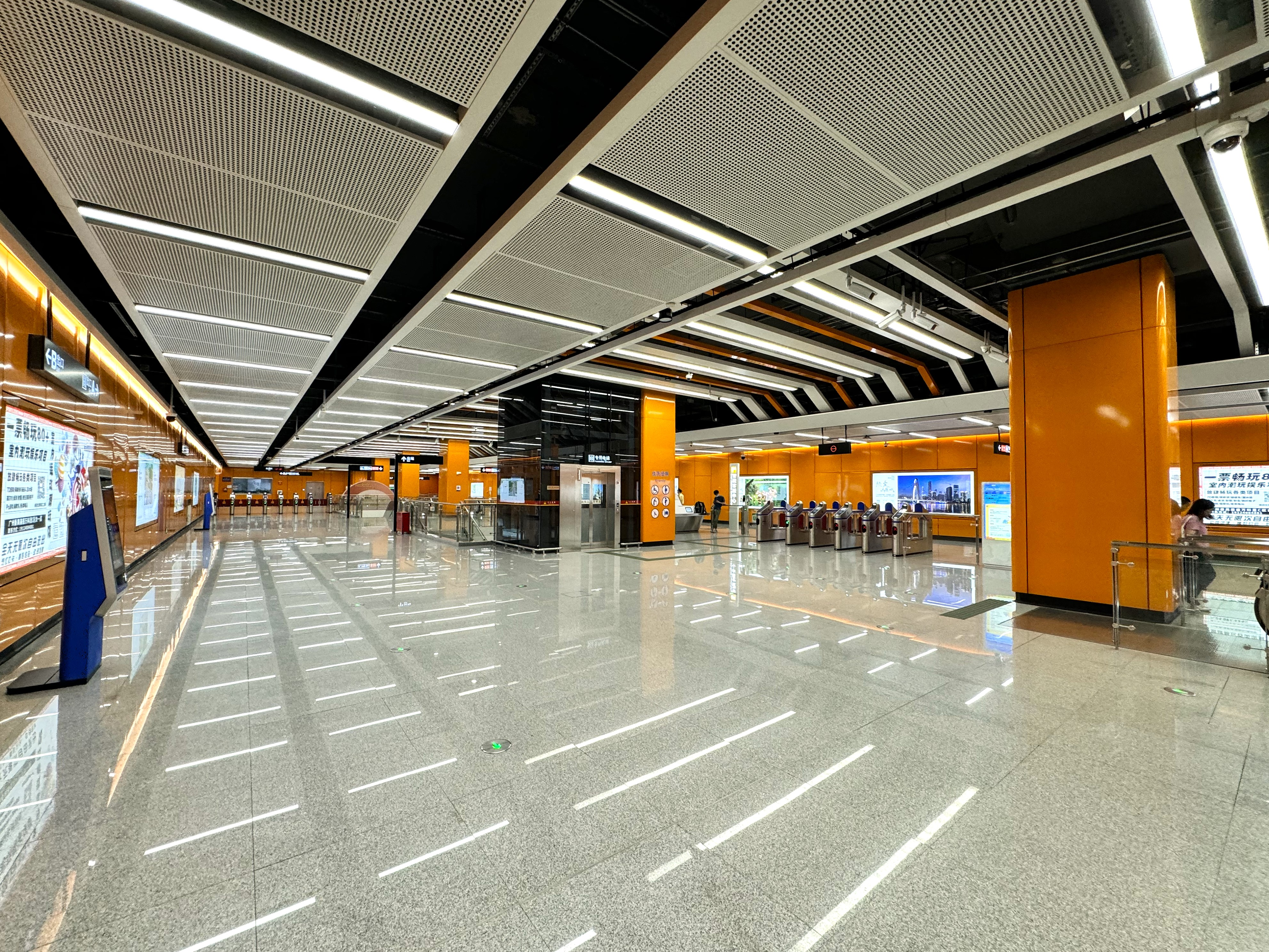
コンコース
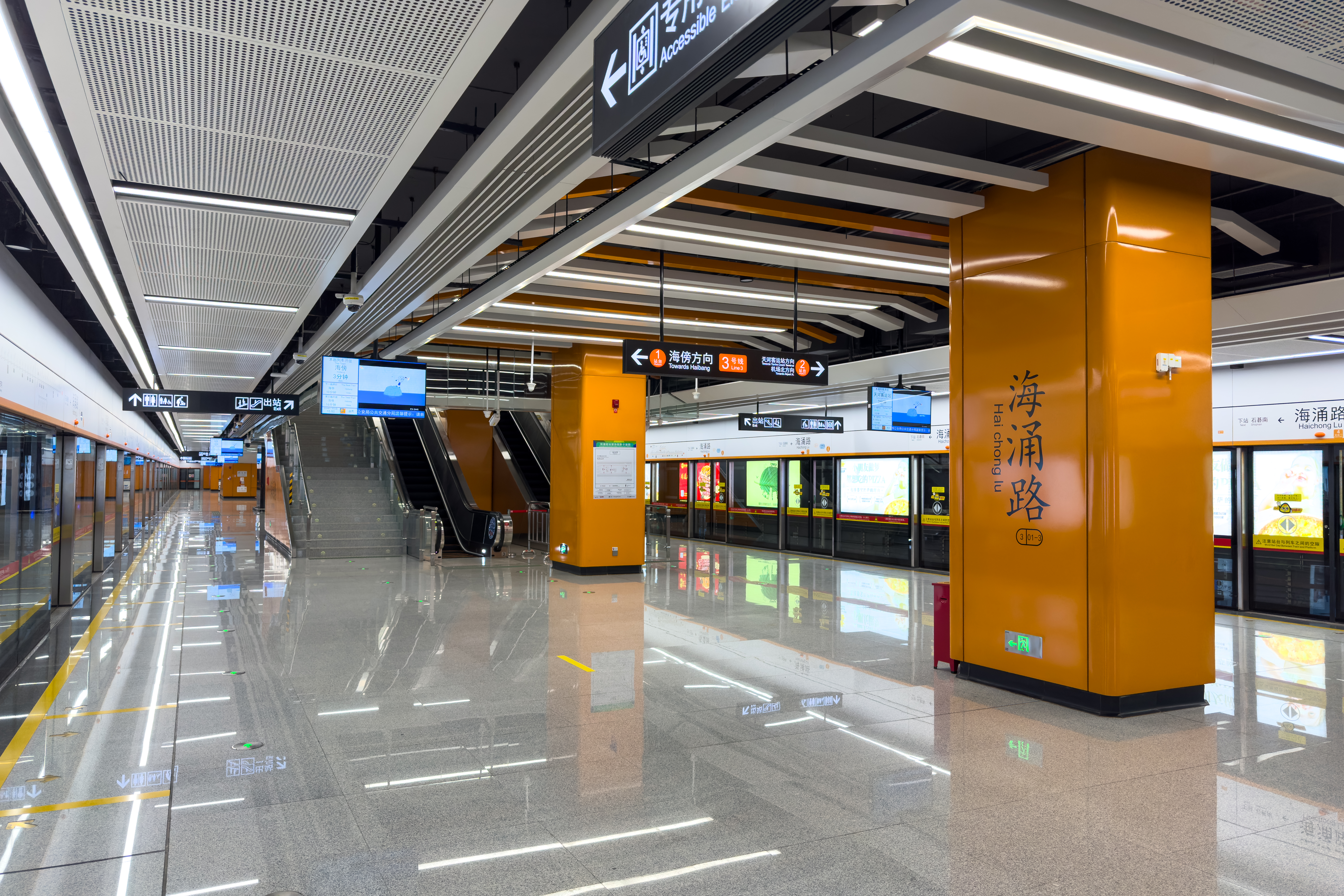
ホーム

## 隣の駅
広州地下鉄
■ 3号線
海傍駅 301-4 - 海涌路駅 301-3 - 石碁南駅 301-2